# Andrij Lysec'kyj
Andrij Volodymyrovič Lysec'kyj (in ucraino Лисецький Андрій Володимирович?; Leopoli, 10 febbraio 1998) è uno slittinista ucraino.

## Biografia
Ha studiato tecnologia radiofonica al Politecnico di Leopoli. E' allenato da Taras Hartsula.
Ha fatto parte della spedizione ucraina ai Giochi olimpici giovanili di Lillehammer 2016, dove si è piazzato 13° nel doppio con Myroslav Levkovyč e 7º nella staffetta mista, insieme a Olena Smaha, Ihor Stachiv e Myroslav Levkovyč.
Ha debuttato in Coppa del Mondo nel 2018 nella tappa di Innsbruck, dove si è classificato 20º nel doppio.
Ha partecipato ai mondiali del 2019 e 2021, nel doppio e nella gara a squadre.
Ha rappresentato l'Ucraina ai Giochi olimpici invernali di Pechino 2022, gareggiando sul tracciato del National Sliding Centre, completando il doppio al 15º posto con Ihor Stachiv la gara a squadre all'11º, con Julianna Tunyc'ka, Anton Dukač e Ihor Stachiv.